# Legamento cardinale
Nell'anatomia femminile il legamento cardinale chiamato anche legamento di Mackenrodt è la base del legamento largo dell'utero.

## Anatomia
Formata da una parte vascolare e da un'altra che contiene il nervo. Svolge un ruolo significativo nell'isterectomia.
Si diparte dai lati della cervice uterina e del fornice vaginale laterale per arrivare alle pareti pelviche, ove si inserisce allargandosi.
In esso è possibile distinguere una porzione mediale ed una laterale, il cui limite è rappresentato dal punto in cui l'uretere è incrociato dall'arteria uterina. La porzione mediale è più robusta in quanto costituita da connettivo fibroso che comprende un intricato groviglio vascolare costituito soprattutto dal plesso venoso utero-vaginale; la porzione laterale, più sottile, è formata dal connettivo che accompagna i tronchi arteriosi e venosi uterini e il tronco venoso rettale medio.